# باشگاه فوتبال کولچستر یونایتد
باشگاه فوتبال کولچستر یونایتد (به انگلیسی: Colchester United Football Club) یک باشگاه فوتبال در شهر کولچستر، کشور انگلستان است که در سال ۱۹۳۷ میلادی تأسیس شده‌است.